# Astronesthes lupina
Astronesthes lupina es una especie de pez de la familia Stomiidae en el orden de los Stomiiformes.

## Hábitat
Es un pez de mar y de aguas templadas.

## Distribución geográfica
Es un endemismo de Australia.